# キングスツリー駅
キングスツリー駅（英語：Kingstree Station ）は、アメリカ合衆国サウスカロライナ州キングスツリー イースト・メイン・ストリート1101にある駅。 全米各地を結ぶ旅客鉄道のアムトラックが乗り入れている。

## 概要
白いスタッコ仕上げのレンガ造の駅舎の現在のアムトラック、キングスツリー駅は、アトランティック・コースト・ライン鉄道によって1909年頃に建設された。幾度か改装を経て、現在ウィリアムズバーグ・ホームタウン商工会議所だけでなく、アムトラックの待合室も設けられている。

## 利用可能な鉄道路線／列車
アムトラックの停車する列車は下記の通り。
ニューヨークとマイアミ間の夜行長距離列車シルバー・メティオ号…1日1往復停車
ニューヨークとサバンナ間の昼行長距離列車パルメット号…1日1往復停車